# Distrito de Ayauta
El distrito de Ayauta (綾歌郡 Ayauta-gun?) es un distrito localizado en la prefectura de Kagawa, Japón. En octubre de 2019 tenía una población estimada de 41.957 habitantes y una densidad de población de 356 personas por km². Su área total es de 117,85 km².

## Localidades
- Ayagawa
- Utazu